# Zjednoczony Front Religijny
Zjednoczony Front Religijny (hebr.: חזית דתית מאוחדת, Hazit Datit Meukhedet) − ugrupowanie polityczne w Izraelu.

## Historia
Zjednoczony Front Religijny nie był partią polityczną w ścisłym tego słowa znaczeniu, lecz organizacją grupującą na jednej liście wszystkie ugrupowania religijne startujące w wyborach parlamentarnych w 1949 roku. W skład frontu wchodziły: Mizrachi, Ha-Poel ha-Mizrachi, Agudat Israel i Po’alej Agudat Jisra’el.
W wyniku wyborów w 1949, Front uzyskał 16 miejsc w Knesecie, co oznaczało, że stał się trzecią siłą w parlamencie. Ugrupowanie weszło w skład koalicji rządowej, utworzonej przez Dawida Ben Guriona, lidera Mapai, razem z Partią Progresywną, Wspólnotami Sefardyjskimi i Orientalnymi oraz Demokratyczną Listą Nazaretu. Wkrótce potem pojawiły się pierwsze problemy – Front wykazał odmienne podejście do kwestii edukacji imigrantów i ogólnie, systemu nauczania w Izraelu, niż reszta partii rządzących. Deputowani Frontu zażądali także, aby premier zlikwidował ministerstwo dostaw i racjonowania oraz mianował biznesmena ministrem handlu i przemysłu. W rezultacie Ben Gurion zrezygnował z pełnionej przez siebie funkcji 15 października 1950.
Jednakże, już 1 listopada 1950 Ben Gurion utworzył nowy rząd, do którego ponownie weszli deputowani Zjednoczonego Frontu Religijnego.
Po rozpisaniu nowych wyborów parlamentarnych w 1951 roku, Front rozpadł się na poszczególne partie, które wystawiły oddzielne listy wyborcze.

## Politycy

### Posłowie wpierwszym Knesecie
Posłowie wybrani w wyborach w 1949: Josef Burg, Elijjahu-Mosze Ganchowski, Awraham-Jehuda Goldrat, Aharon-Ja’akow Grinberg, Kalman Kahana, Mosze Kelmer, Me’ir-Dawid Lewenstein, Izaak Meir Lewin, Jehuda Lejb Majmon, Binjamin Minc, Mordechaj Nurok, Dawid-Cewi Pinkas, Awraham-Chajjim Szag, Chajjim Mosze Szapira, Mosze Unna, Zerach Warhaftig
Posłowie, którzy weszli do Knesetu w trakcie trwania kadencji: Elijjahu Mazur